# Funk-o-Metal Carpet Ride
Funk-o-Metal Carpet Ride är den svenska gruppen Electric Boys debutalbum, släppt 1989.
Året efter gavs albumet ut internationellt med fem nyinpelade låtar, producerade av Bob Rock.

## Bakgrund
Bandet var inte helt nöjda med vissa av låtarna på den första svenska versionen av plattan, varför de bytte ut några och spelade in nya till den internationella versionen som släpptes 1990.

## Låtförteckning
1. "Psychedelic Eyes"
2. "All Lips 'n Hips"
3. "Who Are You"
4. "Electrified"
5. "Freaky Funksters"
6. "Halleluja! I'm On Fire"
7. Cheek To Cheek (In A Moonlit World)"
8. "Get Nasty"
9. "Party Up"
10. "Funk-o-Metal Carpet Ride"

Ny version av albumet släppt internationellt 1990:
1. "Psychedelic Eyes"
2. "All Lips N' Hips"
3. "The Change"*
4. "If I Had A Car"*
5. "Captain Of My Soul"*
6. "Rags To Riches"*
7. "Cheek To Cheek"*
8. "Electrified"
9. "Who Are You"
10. "Into The Woods"

- Producerade av Bob Rock medan "Psychedelic Eyes" mixades om av Randy Staub.